# 凍鉄の花
『凍鉄の花』（こおてつのはな）は、菅野文による日本の漫画作品。『花とゆめ』（白泉社）にて2003年18号と同年20号、『花とゆめプラス』（同）にて2005年4月25日号と10月25日号に掲載された。菅野による新撰組を描くシリーズの1作。
沖田総司が二重人格で土方歳三を自分の父親の敵としているパラレル作品。幕末を舞台としている。

## 書誌情報
- 菅野文『凍鉄の花』白泉社〈花とゆめコミックス〉、2005年12月16日初版発行、ISBN 4-592-18837-3